# Landnámabók

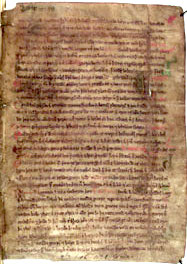
Eine Seite aus dem Buch

Der altisländische Text Landnámabók („Landnahmebuch“, Buch der Besiedlung Islands) ist eine wichtige historische Quelle der Kolonisation Islands. Der Schwerpunkt liegt auf einer genealogischen Liste der großenteils norwegischen Siedler, die die unbewohnte Insel in Besitz nahmen. Heute gilt die Landnámabók nicht mehr als unbedingt verlässliche historische Quelle. Sie wurde allerdings von ihren Verfassern und Kompilatoren in historischem Bewusstsein geschrieben und muss deshalb zumindest in emischer Perspektive ernst genommen werden. 

## Beschreibung der Ansiedlung

### Faktenwiedergabe
Die Landnámabók listet 400 skandinavische Siedler auf, die Island zwischen 870 und 930 erreichten und sich ansiedelten. 
Die jeweils in Besitz genommenen Ländereien werden dabei geografisch gegliedert wiedergegeben, wobei der Autor die Insel systematisch umrundet. Daneben überliefert das Buch die Grenzen der einzelnen Siedlungen, charakterisiert die Siedler, gibt biografische Anekdoten wieder und berichtet über wichtige Ereignisse in ihrem Leben. Die Landnámabók zählt dabei Ahnen und Nachkommen bis ins 11. Jahrhundert auf.

### Abgrenzung zu literarischen Texten
Im Gegensatz zu den literarischen Íslendinga sögur, die ihre genealogische Information entweder aus der Landnámabók direkt entnahmen oder aus der gleichen Überlieferung schöpften und in erster Linie unterhalten wollen, geht es in der Landnámabók um die Überlieferung historischer Ereignisse.

## Überlieferung und Niederschrift
Die Zeitgenossen des Autors der ursprünglichen Landnámabók waren bereits in der fünften Generation Isländer. Die Datenaufnahme war auf mündliche Überlieferung (Oralität) angewiesen, deren Verlässlichkeit meist schon nach weniger als 200 Jahren in Bezug auf die Wiedergabe tatsächlicher Verhältnisse stark zu wünschen übrig lässt. Das Interesse bäuerlicher Gesellschaften an Genealogie und Deszendenz zur Legitimierung territorialer Besitzverhältnisse ist aber so bedeutend, dass die Landnámabók dennoch eine teilweise verlässliche Quelle darstellt.

## Handschriften
Die ursprüngliche Version des Landnahmebuchs ist nicht erhalten geblieben. Die Landnámabók wurde im 11. Jahrhundert verfasst, und man nimmt an, dass sie von Ari Þorgilsson (gen. Ari inn fróði, 1068–1148) stammt, oder dass er an ihrer Entstehung beteiligt war.
Die Landnámabók blieb hingegen in fünf mittelalterlichen Versionen erhalten:
- Die älteste Version, Sturlubók von Sturla Þórðarson (1214–1284), entstand vermutlich zwischen 1275 und 1280 und ist die einzige, die vollständig erhalten blieb.
- Die zweite Version, Hauksbók, wurde zwischen 1306 und 1308 von Haukr Erlendsson († 1334) zusammengestellt, ist aber nicht ganz vollständig.
- Die dritte Version, Melabók, kann nur mit einer gewissen Unsicherheit Snorri Markússon (1313) aus Melar in Melasveit zugeschrieben werden. Sie ist nur fragmentarisch in zwei Pergamenthandschriften erhalten. Melabók ist aber diejenige Version, die den ursprünglichen Text vermutlich am reinsten überliefert.
- Teile von Melabók befinden sich in der von Þórður Jónsson aus Hítardalur verfassten Þórðarbók, einer Version von Landnámabók aus dem 17. Jahrhundert.
- Etwas älter ist Skarðsárbók, die vor 1636 von Björn Jónsson kompiliert wurde, der für seine Version aus Sturlubók und Hauksbók schöpfte.

Im Epilog von Hauksbók erwähnt Haukr noch andere, ältere Fassungen, die aber nicht erhalten sind. Er erwähnt auch, dass die Ur-Landnámabók auf Ari Þorgilsson und Kolskeggr Ásbjarnarson zurückgehen soll und in der Zeit um 1100 entstanden sei. Die andere, Styrmisbók, soll Styrmir Kárason († 1245) um 1220 verfasst haben; sie sei eng mit Melabók verwandt.